# Filomena Embaló
Maria Filomena Araújo Vieira Embaló (ur. 26 lipca 1956 w Luandzie) – urodzona w Angoli kabowerdeńska pisarka, poetka, literaturoznawca, urzędniczka państwowa, działaczka na rzecz praw kobiet. Pierwsza kobieta w Gwinei Bissau, która wydała powieść. 

## Biografia
Filomena Embaló urodziła się w 1956 r. w Luandzie, w Angoli. Rodzice pochodzili z Zielonego Przylądka. W 1975 r. przeprowadziła się do Gwinei Bissau, gdzie została naturalizowana. Studiowała ekonomię na Uniwersytecie w Reims, we Francji. 
Wojna domowa w Gwinei Bissau w latach 1998–1999 wywołała w Embaló kryzys tożsamości, który znalazł odzwierciedlenie w jej pierwszej powieści Tiara, opublikowanej w 1999 r. przez Instytut Camõesa w Mozambiku. Książka zaczyna się od ucieczki z kraju tytułowej bohaterki wraz z rodziną z powodu wojny domowej. Jest to trzecia powieść wydana przez obywatela Gwinei Bissau i pierwsza przez kobietę. W 2005 r. wydała zbiór opowiadań Carta aberta a w 2008 r. tom poezji Coração cativo. Jest autorką artykułów o ekonomii i literaturze Gwinei Bissau. W 2010 r. ukazała się w brazylijskim magazynie PAPIA obszerna monografia Literatura Língua e Cultura na Guiné-Bissau napisana razem z brazylijskim językoznawcą Hildo Honório do Couto, w której zawarli analizę języka i kultury Gwinei Bissau.   
Embaló pisze w języku portugalskim. Zaangażowana była w tworzenie projektu didinho.org. Pracowała w administracji publicznej w kraju i za granicą, także w organizacjach pozarządowych, m.in. w União Latina w Paryżu. Jest działaczką na rzecz praw kobiet z Gwinei Bissau.  

## Wybrane dzieła
- Tiara, 1999
- Carta Aberta, 2005
- Coração cativo, 2008